# Kortschak (Ort)
Kortschak (ukrainisch und russisch Корчак, polnisch Korczak) ist ein Dorf in der nördlichen Ukraine in der Oblast Schytomyr und dem gleichnamigen Rajon.

## Geographie
Kortschak liegt inmitten einer welligen Landschaft im Norden des Dneprhochlands am linken Ufer des Flusses Teteriw, der in den zum Kiewer Stausee angestauten Dnepr mündet.
Am 7. August 2015 wurde das Dorf ein Teil der Landgemeinde Teteriwka, bis dahin bildete es zusammen mit den Dörfern Kateryniwka (Катеринівка) und Perljawka (Перлявка) die gleichnamige Landratsgemeinde Kortschak (Корчацька сільська рада/Kortschazka silska rada) im Zentrum des Rajons Schytomyr.

## Geologie
Geologisch betrachtet liegt die Region auf dem ukrainischen Schild im Süden der osteuropäischen Ebene.

## Verkehr
Kortschak liegt 15 Kilometer südwestlich von Schytomyr. Durch das Dorf verläuft die Fernstraße N 03 Schytomyr–Czernowitz. Die ukrainische Hauptstadt Kiew ist von Kortschak 156 Kilometer entfernt. Im Einzugsgebiet von Kiew wurden drei Flughäfen gebaut, der größte ist der Flughafen Kiew-Boryspil.

## Geschichte

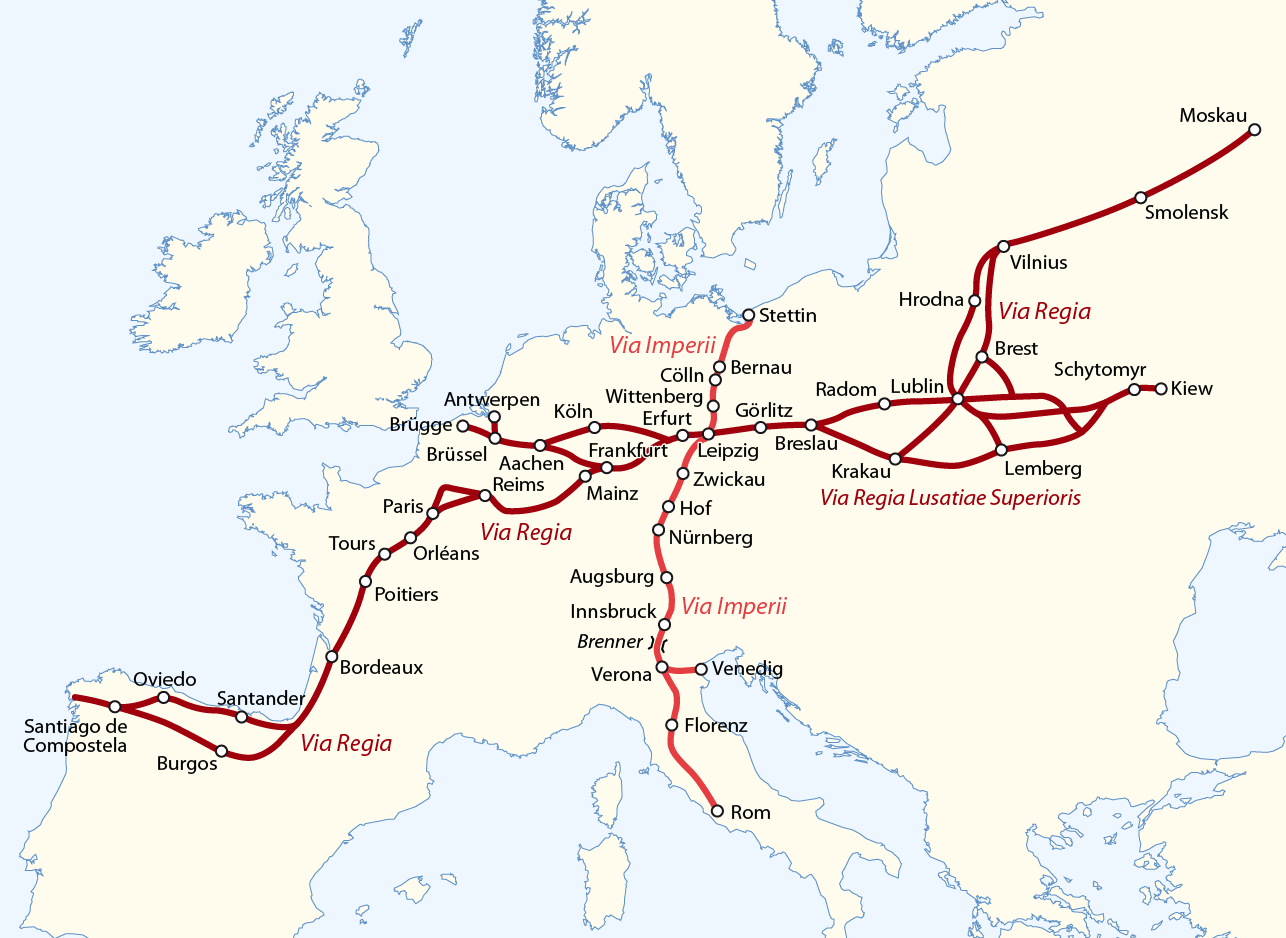
Im Mittelalter war Kiew neben Moskau die östlichste Stadt des Netzes der Via Regia und Via Imperii in Europa

Die Region war ursprünglich von den ostslawischen Poljanen bewohnt. Nach der Taufe des Wladimir I. am 28. Juli 988 erfolgte die Christianisierung der Kiewer Rus. Nach dem morgenländischen Schisma im Jahr 1054 blieb das Gebiet bei der Russisch-Orthodoxen Kirche und hat das kyrillische Alphabet übernommen. Im Jahr 1320 gehörte Kortschak zu Litauen und kam 1569 an das vereinigte Königreich Polen-Litauen. Nach den Aufstand der Saporoger Kosaken gegen die polnische Herrschaft war das Gebiet ab dem Jahr 1648 für mehrere Jahre dem Ataman Bohdan Chmelnyzkyj untergeordnet. Nach dem Vertrag von Perejaslaw im Jahr 1654 wurde das Hetmanat an das russische Zarenreich angegliedert und Schytomyr zum Sitz der Woiwodschaft Kiew bestimmt. Mit der Zweiten Polnischen Teilung kam Kortschak im Jahr 1793 an das Zarenreich und lag im Gouvernement Wolhynien. Nach der Oktoberrevolution 1917 wurde im Januar 1918 die Ukrainische Volksrepublik proklamiert. Nach der Gründung der Sowjetunion im Dezember 1922 wurde die Ukrainische SSR begründet. Bei dem Holodomor 1932/33 starben einige Millionen Ukrainer.
Nach dem Überfall der Wehrmacht auf die Sowjetunion lag Kortschak von 1941 bis 1944 im Generalbezirk Shitomir, der ein Bestandteil des deutschen Reichskommissariats Ukraine war. Im Zuge des Großen Vaterländischen Kriegs 1943/44 kam es im Großraum Schytomyr zu heftigen Kämpfen zwischen der deutschen Wehrmacht und der Roten Armee. Am 24. Oktober 1945 wurde die Ukrainische SSR ein Mitglied der Vereinigten Nationen.
Nach der Auflösung der Sowjetunion und dem Referendum über die Unabhängigkeit wurde die Ukraine 1991 zum selbständigen Staat.

## Archäologischer Fundplatz
In Kortschak gab es eine archäologische Fundstelle. Nach dieser wurde die frühslawische Kortschak-Gruppe benannt, eine archäologische Kultur, die sich aus der Kiewer Kultur entwickelte. Die Ausgrabungen leitete in den 1950er Jahren der Moskauer Historiker und Archäologe Jurij V. Kucharenko (russisch: Юрий Владимирович Кухаренко).
Aus der Kortschak-Gruppe ging die Luka-Rajky-Kultur hervor.